# Troglodyte de Nava
Hylorchilus navai
Espèce
Statut de conservation UICN

 VU  : Vulnérable
Le Troglodyte de Nava (Hylorchilus navai) est une espèce d'oiseau de la famille des Troglodytidae.
Cet oiseau vit dans le sud du Mexique.